# Sareptasenap
Sareptasenap (Brassica juncea) är en ettårig växt inom kålsläktet och familjen korsblommiga växter. Den blir 40 till 70 cm hög och blommar mellan juli och september. Den har grenar som är snett uppåtriktade, de nedre bladen vid basen har en till tre parflikar. De övre bladen är kortskaftade och lansettlika.
Sareptasenap är sällsynt och tillfällig, men kan påträffas vid tippar, hamnar och bangårdar. Ingen utbredning alls i Norden, men kan påträffas i de sydliga delarna. Ursprungligen från Ostasien.
Varianten B. juncea var. tsatsai, zhacai, äts inlagd i stora delar av Kina. Andra varianter säljs färsk i USA som "mustard greens".

## Användning
Sareptasenap används för tillverkning av engelsk och fransk senap, till exempel dijonsenap.